# Calchas birulai
Espèce
Calchas birulai est une espèce de scorpions de la famille des Iuridae.

## Distribution
Cette espèce est endémique de Turquie. Elle se rencontre dans les provinces d'Adıyaman, de Diyarbakır, de Kahramanmaraş, de Gaziantep, de Kilis, de Malatya, de Mardin et de Şanlıurfa.

## Description
Le mâle holotype mesure 27,00 mm, les mâles mesurent de 24,60 à 27,00 mm et les femelles de 25,90 à 28,00 mm.

## Étymologie
Cette espèce nommée en l'honneur de l'arachnologiste russe Alexei Andreevich Byalynitsky-Birula.

## Publication originale
- Fet, Soleglad & Kovařík, 2009 : Etudes on iurids, II. Revision of genus Calchas Birula, 1899, with the description of two new species (Scorpiones: Iuridae). Euscorpius, no 82, p. 1−72 (texte original).